# Trechalea amazonica
Trechalea amazonica là một loài nhện trong họ Trechaleidae.
Loài này thuộc chi Trechalea. Trechalea amazonica được Frederick Octavius Pickard-Cambridge miêu tả năm 1903.